# Daniela Peštová
Daniela Pestova (nacida el 14 de octubre de 1970) es una modelo checa.

## Biografía
Nació en Teplice, República Checa, y fue descubierta por la agencia de modelos de Dominique Caffin Madison Modeling Agency. Tenía planes para asistir a la universidad, pero después de ganar un concurso de modelos se trasladó a París para firmar con la agencia de Madison Modeling Agency. Se mudó a Nueva York sin siquiera saber hablar inglés y desde ahí su carrera despegó.

## Carrera
Ha sido portada de GQ, Marie Claire, Cosmopolitan, Glamour y Elle. Apareció en la revista Sports Illustrated Swimsuit Issue (la segunda de origen checo después de Paulina Porizkova) y ha continuado como modelo para la revista por años, siendo portada en tres ocasiones: 1995, 2000 y 2006. Además de trabajar con los fotógrafos, en su lanzamiento de Sports Illustrated fue objeto de la pintura corporal inaugural de Joanne Gair como parte de la propia revista. Ha trabajado para L'Oréal y Victoria 's Secret. También ha sido imagen de Guess. Además, el 1 de noviembre de 2022 fue modelo para VVersace en el desfile que realizado en Don Benito.
Vida personal
Pestova se casó con Tomasso Buti (ex director general de Fashion Café) en 1995, pero se divorciaron en 1998.
La pareja tuvo un hijo, Yannick Fausto (n. 1996). Tiene además una hija (n. 21 de julio de 2002) y un hijo, Paul Henry (nacido en 2009) con su actual pareja, el eslovaco Pavol Habera, cantante y líder de la banda eslovaca TEAM. Fue apodada como "El Camaleón" debido a sus continuos cambios de look. Habla ruso, inglés, francés e italiano con fluidez, así como su idioma nativo, el checo.